# Cavalcante (ort)
Cavalcante är en ort i Brasilien.   Den ligger i kommunen Cavalcante och delstaten Goiás, i den centrala delen av landet, 230 km norr om huvudstaden Brasília. Cavalcante ligger 810 meter över havet och antalet invånare är 3 747.
Terrängen runt Cavalcante är kuperad. Trakten runt Cavalcante är nära nog obefolkad, med mindre än två invånare per kvadratkilometer..
Omgivningarna runt Cavalcante är huvudsakligen savann.